# Pays de Vitré
 (août 2025).
Motif : Absence de sources secondaires, les Pays loi Voynet ne sont pas admissibles d'office.
- Archive Wikiwix
- Bing
- Cairn
- DuckDuckGo
- E. Universalis
- Gallica
- Google
- G. Books
- G. News
- G. Scholar
- Persée
- Qwant
- (zh) Baidu
- (ru) Yandex
- (wd) trouver des œuvres sur Wikidata

| 1. | Préciser le motif de la pose du bandeau. | Précisez le motif de la pose du bandeau en utilisant la syntaxe suivante : {{admissibilité à vérifier\|date=août 2025\|motif=remplacez ce texte par le motif}}                     |
| 2. | Informer les utilisateurs concernés.     | Pensez à avertir le créateur de l'article, par exemple, en insérant le code ci-dessous sur sa page de discussion : {{subst:avertissement admissibilité à vérifier\|Pays de Vitré}} |

Le Pays de Vitré est une association qui regroupe une communauté d'agglomération et une communauté de communes : Vitré Communauté et la Pays de la Roche-aux-Fées, par une convention d'association.

## Informations
- Superficie : 1 282 km2, soit 18,3 % du département d'Ille-et-Vilaine.
- Population : 106 410 habitants en 2009 (+16 % entre 2004 et 2009).
- 63 communes.
- 5 % de chômage en mars 2012.
- Mandataire : Pierre Méhaignerie.

## Orientations du Pays
Le Pays de Vitré a adopté une charte reposant sur les principes suivants :
- Identité forte : doter le territoire d'une identité économique, culturelle et environnementale forte et ouverte sur l'extérieur
- Un enjeu de qualité de cadre de vie et d'environnement : faire de l'environnement et de l'urbanisme un atout sur le plan de la qualité de vie et d'image pour le Pays
- Vers le plein emploi : Mobiliser les initiatives en faveur du développement économique du Pays de Vitré - Porte de Bretagne
- Une qualité de services et des communautés solidaires : enrichir le territoire en équipements collectifs et services apportés à la population

## Conseil de développement
Le Pays comprend aussi un conseil de développement, qui est une assemblée consultative des forces vives du Pays, composé de 100 personnes, et qui travaille en 2013 sur les thématiques suivantes :
- Emploi et conditions de travail
- Identité
- Énergie et valorisation des déchets : qui s'est traduit par un avis[4] sur la méthanisation en février 2012.
- Mobilité
- Économie sociale et solidaire : qui a conduit à la création d'un Pôle d'économie sociale et solidaire en février 2013[5].

## Actions
Le Pays porte des actions, dont notamment : 
- Le mois du multimédia (en novembre)[6] : avec des ateliers de light painting ou des cartoparties sur OpenStreetMap.

## Les 62 communes
Canton d'Argentré-du-Plessis
1. Argentré-du-Plessis ;
2. Brielles ;
3. Domalain ;
4. Étrelles ;
5. Gennes-sur-Seiche ;
6. Le Pertre ;
7. Saint-Germain-du-Pinel ;
8. Torcé ;
9. Vergéal.

Canton de Châteaubourg
1. Châteaubourg ;
2. Domagné ;
3. Louvigné-de-Bais ;
4. Saint-Didier ;
5. Saint-Jean-sur-Vilaine.

Canton de Janzé
1. Amanlis ;
2. Boistrudan ;
3. Brie ;
4. Janzé.

Canton de La Guerche-de-Bretagne
1. Availles-sur-Seiche ;
2. Bais ;
3. Chelun ;
4. Drouges ;
5. Eancé ;
6. La Guerche-de-Bretagne ;
7. Moutiers ;
8. Moulins ;
9. Moussé ;
10. Rannée ;
11. La Selle-Guerchaise ;
12. Visseiche.

Canton de Retiers
1. Arbrissel ;
2. Coësmes ;
3. Essé ;
4. Forges-la-Forêt ;
5. Marcillé-Robert ;
6. Martigné-Ferchaud ;
7. Retiers ;
8. Sainte-Colombe ;
9. Le Theil-de-Bretagne ;
10. Thourie.

Canton de Vitré-Est
1. Balazé ;
2. Bréal-sous-Vitré ;
3. La Chapelle-Erbrée ;
4. Châtillon-en-Vendelais ;
5. Erbrée ;
6. Mondevert ;
7. Montautour ;
8. Princé ;
9. Saint-M'Hervé ;
10. Vitré (fraction).

Canton de Vitré-Ouest
1. Champeaux ;
2. Cornillé ;
3. Landavran ;
4. Marpiré ;
5. Mecé ;
6. Montreuil-des-Landes ;
7. Montreuil-sous-Pérouse ;
8. Pocé-les-Bois ;
9. Saint-Aubin-des-Landes ;
10. Saint-Christophe-des-Bois ;
11. Taillis ;
12. Val-d'Izé ;
13. Vitré (fraction).